# Mariaglaja
Genre
Mariaglaja est un genre de gastéropodes (limaces de mer) de la famille des Aglajidae.

## Systématique
Le genre Mariaglaja a été créé en 2017 par Andrea Zamora-Silva (d) et Manuel António E. Malaquias (d) avec pour espèce type Mariaglaja alexisi.

## Liste des genres
Selon World Register of Marine Species (29 janvier 2018) :
- Mariaglaja alexisi (Gosliner, 2015) - espèce type
- Mariaglaja inornata (Baba, 1949)
- Mariaglaja mandroroa (Gosliner, 2011)
- Mariaglaja sandrana (Rudman, 1973)

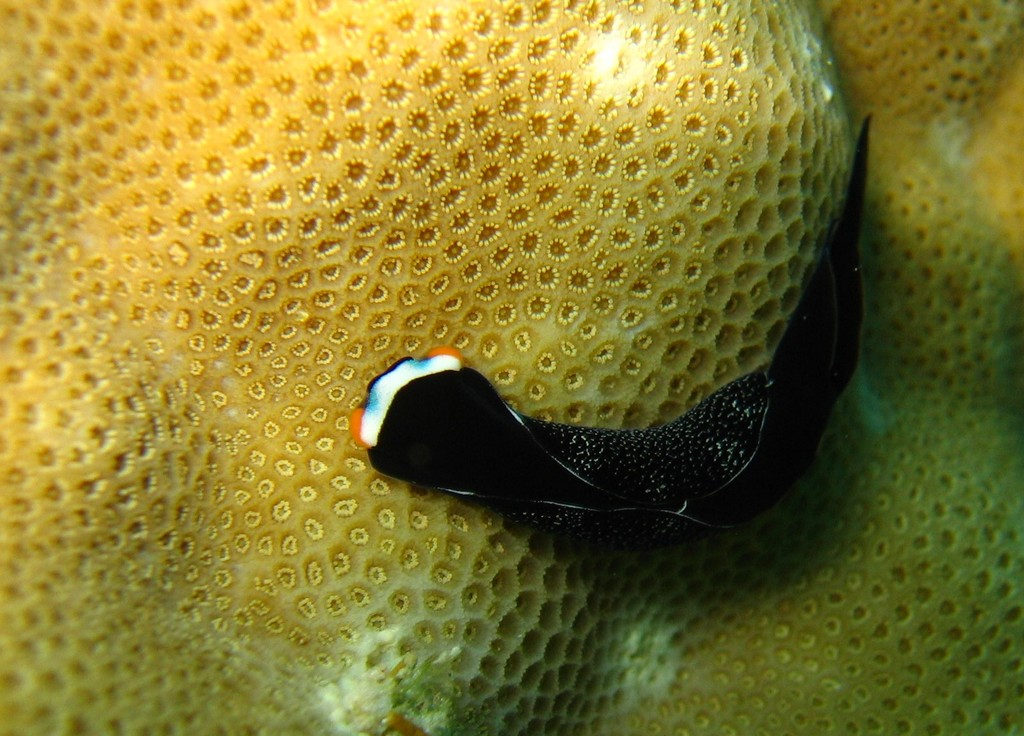
Mariaglaja inornata.

## Étymologie
Le nom du genre Mariaglaja est une combinaison choisie en l'honneur de María Luisa Silva Villanueva, mère d’Andrea Zamora-Silva (d).

## Publication originale
- (en) Andrea Zamora-Silva et Manuel António E. Malaquias, « Molecular phylogeny of the Aglajidae head-shield sea slugs (Heterobranchia: Cephalaspidea): new evolutionary lineages revealed and proposal of a new classification », Zoological Journal of the Linnean Society, Linnean Society of London et OUP, vol. 183, no 1,‎ 1er novembre 2017, p. 1-51 (ISSN 1096-3642 et 0024-4082, OCLC 01799617, DOI 10.1093/ZOOLINNEAN/ZLX064, lire en ligne).